# 윌리엄 하워드 스타인
윌리엄 하워드 스타인(영어: William Howard Stein, 1911년 6월 25일 ~ 1980년 2월 2일)은 미국의 생화학자이다.

## 인물
뉴욕에서 태어나 1929년 필립스 엑서터 아카데미를 졸업하고 1933년에 하버드 대학교를 졸업했다. 1938년에 컬럼비아 대학교 의과대학원에서 박사학위를 취득했고 이후에 뉴욕의 록펠러 연구소(현 록펠러 대학교)에서 교수로 지냈다. 리보뉴클레이스 활성 센터의 화학 구조와 촉매 활동 간의 연관성을 연구한 공로로 크리스천 B. 앤핀선, 스탠퍼드 무어와 함께 1972년에 노벨 화학상을 수상했다.

## 수상 경력
- 1972년 : 노벨 화학상

## 참고
- Stanford Moore (1980). “William H. Stein” (PDF). 《J. Biol. Chem.》 255 (20): 9517–9518. PMID 7000757. 2008년 12월 18일에 원본 문서 (PDF)에서 보존된 문서. 2017년 8월 24일에 확인함.